# Stenurella nigra
Stenurella nigra es una especie de insecto coleóptero de la familia Cerambycidae. Estos longicornios se distribuyen por el paleártico de Europa y el oeste de Asia.
Miden unos 8 mm. Son primaverales a estivales, florícolas.